# Пять мер риса

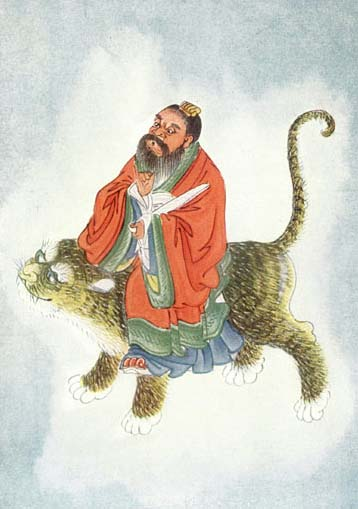
Чжан Даолин, первый небесный наставник

Пять мер риса (кит. упр. 五斗米道, пиньинь Wǔ Dǒu Mǐ Dào, палл. У доу ми дао) — даосская община на территории провинции Сычуань, которую организовал патриарх Чжан Даолин после 142 г., в дальнейшем выросла и стала именоваться Школой Небесных Наставников. Название произошло от вступительного взноса в общину — пяти доу (ковш, единица измерения) риса для новых адептов. Особенностью новой религии стал отказ от жертвоприношений пищи и животных.

## История
В 142 г. лично Лао-цзы встретился с Чжан Даолином на горе Хэмин, рассказав ему о смене эпох и наступлении новой эры Великого Мира. Лао-цзы объяснил ему, что по этой причине он обрёл следующее рождение, образовав «Истинное Одно, единосущное с [высшими] Силами» («Чжэнъи мэн вэй»). В результате этого Чжан Даолин и его последователи получают поддержку небесных сил, управляющих судьбами человечества.
Его школа получила название Пять Ковшей Риса, потому что он ввёл вступительный взнос из пяти ковшей риса, этот взнос соотносился с Великим Ковшом (Созвездием Большой Медведицы, обителью бессмертных). При патриархе Чжан Лу школа укрепилась в долине Ханьчжун современной провинции Шэньси, на пути к провинции Сычуань .
В 156 г. Чжан Дао Лин  передал своему сыну Чжан Хэну реликвии (свою печать, нефритовое зеркало, два меча и священные тексты) и отправился в край бессмертных. Школой стали управлять его сын Чжан Хэн и его внук Чжан Лу (кит. 张鲁).
За появлением школы  последовало восстание Жёлтых повязок, организованное школой Тайпиндао в центральном и восточном Китае, это восстание было поддержано школой Пять Ковшей Риса. Правительство называло эти школы рисовыми бандитами.

## Особенности школы
Школа Пяти Ковшей Риса была связана с местными верованиями малых племён древнего юго-восточного Китая. В этой традиции почитались Три Небесных Представителя — Небо, Земля и Вода, возникновение этого культа относится ко временам Фу Цзяня (правителя государства Ранняя Цинь народности ди) и Яо Чана (правителя государства Поздняя Цинь народности цян). В конце ханьского периода правления Цян и Ди стали интенсивно мигрировать на север, где по-видимому смогли детально ознакомиться с философскими доктринами даосизма и с Лао-цзы и учением о бессмертии.
Чжан Даолин, Чжан Хэн и Чжан Лу являются тремя наставниками школы. Чжан Лу, создавший в Ханьчжуне даосское теократическое государство, расширил школу, и возникшая Школа Небесных Наставников продолжила традицию.